# Министерство торговли и интеграции Казахстана
Министерство торговли и интеграции Республики Казахстан (каз. Қазақстан Республикасының Сауда жəне интеграция министрлігі) — центральный исполнительный орган Республики Казахстан. Занимается развитием и продвижением экспорта несырьевых товаров и услуг; развитием и регулированием внутренней торговли, совершенствованием торговой инфраструктуры, развитием биржевой и электронной торговли; защитой прав потребителей, техническим регулированием, стандартизацией и обеспечением единства измерений, включая стратегические, контрольные, реализационные и регулятивные функции. Образовано Указом Президента Республики Казахстан от 17 июня 2019 года.

## История
Образовано с передачей ему функций и полномочий: 
- Министерства национальной экономики Республики Казахстан в области формирования и реализации внутренней и внешней торговой политики, международной экономической интеграции, защиты прав потребителей;
- Министерства индустрии и инфраструктурного развития Республики Казахстан в сфере технического регулирования, стандартизации и обеспечения единства измерений;
- Министерства иностранных дел Республики Казахстан по координации деятельности в сфере продвижения экспорта

## Функции
-развития и регулирования внешнеторговой деятельности, международных торгово-экономических отношений, в том числе регулирования международной экономической интеграции;
-развития и продвижения экспорта несырьевых товаров и услуг;
-развития и регулирования внутренней торговли, совершенствования торговой инфраструктуры, развития биржевой и электронной торговли;
-осуществления межотраслевой координации деятельности государственных органов в сферах защиты прав потребителей, технического регулирования, стандартизации и обеспечения единства измерений, включая стратегические, контрольные, реализационные и регулятивные функции.

## Народный комиссариат торговли
Постановлением КирЦИКа от 31 мая 1924 г. образован Народный комиссариат внутренней торговли КАССР. В марте 1926 г. реорганизован в Народный комиссариат внутренней и внешней торговли КАССР. 10 января 1931 г. преобразован в Наркомат снабжения КАССР. Вновь образован 14 сентября 1934 г. на базе ликвидированного Наркомата снабжения КАССР. В марте 1938 г. переименован в Наркомат торговли КАССР. В марте 1946 г. преобразован в Министерство торговли КазССР.
Первое формирование (май 1924 г. — март 1926 г.)
1. Кенжин, Аспандиар Кенжинович июнь 1924 г. — март 1926 г.

Второе формирование (март 1926 г. — январь 1931 г.)
1. Кенжин, Аспандиар Кенжинович март 1926 г. — январь 1928 г.
2. Кулумбетов, Узакбай Джелдербаевич январь 1928 г. — апрель 1930 г.
3. Дивеев, Шакир Галеевич апрель 1930 г. — ноябрь 1930 г.
4. Розыбакиев, Абдулла Ахмедович ноябрь 1930 г. — январь 1931 г.

Третье формирование (сентябрь 1934 г. — март 1946 г.)
1. Дивеев, Шакир Галеевич сентябрь 1934 г. — апрель 1937 г.
2. Степанов, Сергей Федорович август 1937 г.
3. Ахметжанов, Султан Сафич август 1937 г. — декабрь 1937 г.
4. Досымов, Есен Досымович декабрь 1937 г. — июль 1938 г.
5. Конуспаев, Шопан июль 1938 г. — апрель 1939 г.
6. Муржуков, Курмангалий Джанатович апрель 1939 г. — июнь 1941 г.
7. Белый, Василий Алексеевич июнь 1941 г. — апрель 1942 г.
8. Омаров, Ильяс Омарович апрель 1942 г. — январь 1945 г.
9. Белый, Василий Алексеевич февраль 1945 г. — июнь 1945 г.
10. Сапаргалиев, Махмуд Сапаргалиевич июнь 1945 г. — март 1946 г.

## Министры
- Министерство торговли Желтиков, Октябрь Иванович (июнь 1990 — июнь 1994)
- Министерство промышленности и торговли Костюченко, Вячеслав Васильевич (июнь — октябрь 1994)
- Есенбаев, Мажит Тулеубекович (август 2002 — 2003) Министр индустрии и торговли Республики Казахстан
- Джаксыбеков, Адильбек Рыскельдинович (июнь 2003 — декабрь 2004) Министр индустрии и торговли Республики Казахстан
- Мынбаев, Сауат Мухаметбаевич (декабрь 2004 — январь 2006) Министр индустрии и торговли Республики Казахстан
- Школьник, Владимир Сергеевич (19 января 2006 — 12 января 2007) Министр индустрии и торговли Республики Казахстан
- Оразбаков, Галым Избасарович (январь 2007 — февраль 2008) Министр индустрии и торговли Республики Казахстан
- Школьник, Владимир Сергеевич (февраль 2008 — 21 мая 2009) Министр индустрии и торговли Республики Казахстан
- Исекешев, Асет Орентаевич (21 мая 2009 — 12 марта 2010) Министр индустрии и торговли Республики Казахстан
- Султанов, Бахыт Турлыханович (17 июня 2019 — 15 августа 2022) Министр торговли и интеграции Казахстана
- Жумангарин, Серик Макашевич (15 августа 2022 — 2 сентября 2023) Заместитель Премьер-Министра — Министр торговли и интеграции Казахстана
- Шаккалиев, Арман Абаевич (со 2 сентября 2023) — Министр торговли и интеграции Казахстана

## Структура
На 2024 год:
- Департаменты:
- Департамент кадровой работы и документационному обеспечению
- Департамент продвижения экспорта
- Департамент защиты информации
- Департамент развития электронной коммерции и цифровизации
- Департамент внешнеторговой деятельности
- Департамент экономической интеграции
- Департамент финансов и административной работы
- Департамент торговой политики и стратегического планирования
- Департамент торгово-экономического развития
- Департамент внутреннего аудита
- Департамент юридической службы

- Комитеты:
- Комитет технического регулирования и метрологии
- Комитет торговли
- Комитет по защите прав потребителей